# Prieuré de Xanton
Le prieuré de Xanton se trouve en Vendée, sur la commune de Xanton-Chassenon.

## Histoire
Le prieuré dépend de l'abbaye de Maillezais, fondé par Guillaume V le Grand, duc d'Aquitaine.
Les caves voûtées en totalité, y compris les vestiges de l'escalier, sont inscrites au titre des monuments historiques en 2005

## Architecture
Le porche date de 1010.
L'ancien cellier est constitué de deux travées voûtées d'ogives du XIVe siècle.